# Championnats de France de natation 2003
Les Championnats de France de natation en grand bassin 2003 se sont déroulés du 13 au 20 avril 2003 à Saint-Étienne dans la Loire.

## Podiums

### Hommes
| Discipline           | Or                                                                                  | Temps            | Argent                                                                             | Temps            | Bronze                                                                         | Temps          |
| Nage libre           |                                                                                     |                  |                                                                                    |                  |                                                                                |                |
| 50 m                 | Frédérick Bousquet CS Clichy 92                                                     | 22 s 56          | Julien Sicot CS Clichy 92                                                          | 22 s 69          | David Maître CS Clichy 92                                                      | 22 s 91        |
| 100 m                | Frédérick Bousquet CS Clichy 92                                                     | 49 s 36          | Julien Sicot CS Clichy 92                                                          | 49 s 90          | Romain Barnier CN Antibes                                                      | 49 s 94        |
| 200 m                | Hugo Viart ES Massy Natation                                                        | 1 min 51 s 59    | Nicolas Kintz CN Melun-Dammarie                                                    | 1 min 52 s 30    | Emmanuel Devreau Dunkerque Natation                                            | 1 min 52 s 51  |
| 400 m                | Nicolas Rostoucher Mulhouse ON                                                      | 3 min 52 s 84    | Sylvain Cros CS Clichy 92                                                          | 3 min 54 s 35    | Guy-Noël Schmitt CN Cannes                                                     | 3 min 54 s 50  |
| 800 m                | Nicolas Rostoucher Mulhouse ON                                                      | 7 min 56 s 79 RF | Sylvain Cros CS Clichy 92                                                          | 8 min 03 s 34    | Guy-Noël Schmitt CN Cannes                                                     | 8 min 09 s 26  |
| 1500 m               | Guy-Noël Schmitt CN Cannes                                                          | 15 min 27 s 71   | Sébastien Rouault CNO St-Germain-en-Laye                                           | 15 min 37 s 41   | Yannick Rieg CN Antibes                                                        | 15 min 38 s 86 |
| Dos                  |                                                                                     |                  |                                                                                    |                  |                                                                                |                |
| 50 m                 | Pierre Roger Dauphins Toulouse OEC                                                  | 26 s 46          | Simon Dufour Montpellier ANUC                                                      | 26 s 48          | Mathieu Lacome Olympic Nice Natation                                           | 27 s 14        |
| 100 m                | Pierre Roger Dauphins Toulouse OEC                                                  | 55 s 79          | Simon Dufour Montpellier ANUC                                                      | 55 s 98          | Mathieu Lacome Olympic Nice Natation                                           | 57 s 84        |
| 200 m                | Simon Dufour Montpellier ANUC                                                       | 2 min 00 s 71    | Pierre Roger Dauphins Toulouse OEC                                                 | 2 min 04 s 11    | Romain Maire Alliance Dijon Natation                                           | 2 min 05 s 09  |
| Brasse               |                                                                                     |                  |                                                                                    |                  |                                                                                |                |
| 50 m                 | Hugues Duboscq CN Le Havre                                                          | 28 s 54          | Nicolas Canivet Lyon Natation                                                      | 29 s 06          | Anthony Thiallet Stade Clermont Natation                                       | 29 s 13        |
| 100 m                | Hugues Duboscq CN Le Havre                                                          | 1 min 01 s 57    | Yohan Bernard CN Cannes                                                            | 1 min 02 s 38    | Tony de Pellegrini Bayonne-Aviron bayonnais                                    | 1 min 03 s 22  |
| 200 m                | Yohan Bernard CN Cannes                                                             | 2 min 13 s 61    | Hugues Duboscq CN Le Havre                                                         | 2 min 14 s 47    | Stéphan Perrot CS Clichy 92                                                    | 2 min 14 s 99  |
| Papillon             |                                                                                     |                  |                                                                                    |                  |                                                                                |                |
| 50 m                 | Frédérick Bousquet CS Clichy 92                                                     | 24 s 14 RF       | Amaury Leveaux Mulhouse ON                                                         | 24 s 74          | Cédric Borghesi CS Clichy 92                                                   | 24 s 95        |
| 100 m                | Franck Esposito CN Antibes                                                          | 52 s 93          | Frédérick Bousquet CS Clichy 92                                                    | 53 s 72          | Christophe Lebon CN Antibes                                                    | 54 s 63        |
| 200 m                | Franck Esposito CN Antibes                                                          | 1 min 54 s 70    | Joanes Hedel Dunkerque Natation                                                    | 2 min 01 s 68    | Paul-Jean Bertrand CN Melun-Dammarie                                           | 2 min 02 s 68  |
| 4 nages              |                                                                                     |                  |                                                                                    |                  |                                                                                |                |
| 200 m                | Xavier Marchand Dauphins Toulouse OEC                                               | 2 min 02 s 89    | Yannick Bignon Dauphins Obernai                                                    | 2 min 06 s 10    | Olivier Saminadin CN Calédoniens                                               | 2 min 06 s 43  |
| 400 m                | Nicolas Rostoucher Mulhouse ON                                                      | 4 min 23 s 43    | Sylvain Cros CS Clichy 92                                                          | 4 min 25 s 47    | Xavier Marchand Dauphins Toulouse OEC                                          | 4 min 26 s 91  |
| Relais               |                                                                                     |                  |                                                                                    |                  |                                                                                |                |
| 4 × 100 m nage libre | CS Clichy 92 Frédérick Bousquet Julien Sicot Davy Teinturier Lionel Moreau          | 3 min 21 s 01    | Racing club de France Antoine Galavtine Salim Iles Sébastien Billon Reda Boutaghou | 3 min 22 s 52    | C Vikings de Rouen Sébastien Bodet Youri Jules Adil Bellaz Fabien Gilot        | 3 min 25 s 34  |
| 4 × 200 m nage libre | Mulhouse ON Nicolas Rostoucher Guillaume Strohmeyer Yoann Soldermann Amaury Leveaux | 7 min 29 s 14    | CS Clichy 92 Lionel Moreau Davy Teinturier Cédric Borghesi Oussama Mellouli        | 7 min 22 s 61    | C Vikings de Rouen Fabien Gilot Steve Morel Adil Bellaz Sébastien Bodet        | 7 min 34 s 92  |
| 4 × 100 m 4 nages    | CN Antibes Romain Barnier Jarno Pihlava Franck Esposito Germain Cayette             | 3 min 42 s 22    | CS Clichy 92 Sylvain Cros Stéphan Perrot Frédérick Bousquet Julien Sicot           | 3 min 43 s 39 RF | Mulhouse ON David Ortega Julien Nicolardot Amaury Leveaux Guillaume Strohmeyer | 3 min 46 s 54  |

### Femmes
| Discipline           | Or                                                                                                   | Temps             | Argent                                                                                     | Temps          | Bronze                                                                       | Temps         |
| Nage libre           | |                   |                                                                                            |                |                                                                              |               |
| 50 m                 | Malia Metella USLM Pacoussines-Cayenne                                                               | 25 s 70           | Aurore Mongel Mulhouse ON                                                                  | 26 s 26        | Magali Monchaux Dauphins Toulouse OEC                                        | 26 s 36       |
| 100 m                | Malia Metella USLM Pacoussines-Cayenne                                                               | 56 s 16           | Solenne Figuès Dauphins Toulouse OEC                                                       | 56 s 47        | Magali Monchaux Dauphins Toulouse OEC                                        | 56 s 90       |
| 200 m                | Solenne Figuès Dauphins Toulouse OEC                                                                 | 2 min 00 s 10     | Alicia Bozon EN Tours                                                                      | 2 min 01 s 93  | Laetitia Choux Dauphins Toulouse OEC                                         | 2 min 03 s 99 |
| 400 m                | Laure Manaudou CN Melun-Dammarie                                                                     | 4 min 10 s 68 RF  | Alicia Bozon EN Tours                                                                      | 4 min 14 s 70  | Laetitia Choux Dauphins Toulouse OEC                                         | 4 min 19 s 77 |
| 800 m                | Laure Manaudou CN Melun-Dammarie                                                                     | 8 min 33 s 92 RF  | Alicia Bozon EN Tours                                                                      | 8 min 49 s 73  | Marion Perrotin Mulhouse ON                                                  | 8 min 56 s 83 |
| 1500 m               | Laure Manaudou CN Melun-Dammarie                                                                     | 16 min 34 s 14 RF | Laura Blomme Racing club de France                                                         | 16 min 39 s 55 | Marion Perrotin Mulhouse ON                                                  | 16 s 47 s 07  |
| Dos                  | |                   |                                                                                            |                |                                                                              |               |
| 50 m                 | Laure Manaudou CN Melun-Dammarie                                                                     | 29 s 39           | Alexandra Putra Lyon natation                                                              | 30 s 15        | Roxana Maracineanu Mulhouse ON                                               | 30 s 18       |
| 100 m                | Laure Manaudou CN Melun-Dammarie                                                                     | 1 min 01 s 68     | Roxana Maracineanu Mulhouse ON                                                             | 1 min 03 s 22  | Esther Baron EP Manosque                                                     | 1 min 03 s 27 |
| 200 m                | Roxana Maracineanu Mulhouse ON                                                                       | 2 min 14 s 77     | Esther Baron EP Manosque                                                                   | 2 min 15 s 82  | Céline Cartiaux Amiens Métropole Natation                                    | 2 min 16 s 30 |
| Brasse               | |                   |                                                                                            |                |                                                                              |               |
| 50 m                 | Anne-Sophie Le Paranthoën CS Clichy 92                                                               | 33 s 17           | Laurie Thomassin CN Carpentras                                                             | 33 s 21        | Marianne Guiraud                                                             | 33 s 32       |
| 100 m                | Anne-Sophie Le Paranthoën CS Clichy 92                                                               | 1 min 10 s 55     | Laurie Thomassin CN Carpentras                                                             | 1 min 11 s 74  | Fanny Massanet Dauphins Toulouse OEC                                         | 1 min 12 s 16 |
| 200 m                | Anne-Sophie Le Paranthoën CS Clichy 92                                                               | 2 min 33 s 94     | Laurie Thomassin CN Carpentras                                                             | 2 min 34 s 57  | Marjorie Distel CN Melun-Dammarie                                            | 2 min 34 s 74 |
| Papillon             | |                   |                                                                                            |                |                                                                              |               |
| 50 m                 | Aurore Mongel Mulhouse ON                                                                            | 27 s 75           | Angéla Tavernier Dauphins Toulouse OEC                                                     | 28 s 01        | Audrey Parra NC Echirolles                                                   | 28 s 05       |
| 100 m                | Aurore Mongel Mulhouse ON                                                                            | 1 min 01 s 29     | Malia Metella USLM Pacoussines-Cayenne                                                     | 1 min 01 s 47  | Angéla Tavernier Dauphins Toulouse OEC                                       | 1 min 02 s 16 |
| 200 m                | Aurore Mongel Mulhouse ON                                                                            | 2 min 13 s 52     | Sarah Bey CN Chalon-sur-Saône                                                              | 2 min 14 s 89  | Melanie Salducci CN Marseille                                                | 2 min 17 s 02 |
| 4 nages              | |                   |                                                                                            |                |                                                                              |               |
| 200 m                | Sophie de Ronchi EP Manosque                                                                         | 2 min 18 s 12     | Céline Cartiaux Amiens Métropole Natation                                                  | 2 min 18 s 84  | Marjorie Distel CN Melun-Dammarie                                            | 2 min 19 s 57 |
| 400 m                | Céline Cartiaux Amiens Métropole Natation                                                            | 4 min 52 s 54     | Marjorie Distel CN Melun-Dammarie                                                          | 4 min 53 s 53  | Anne-Sophie Le Paranthoën CS Clichy 92                                       | 4 min 53 s 71 |
| Relais               | |                   |                                                                                            |                |                                                                              |               |
| 4 × 100 m nage libre | Dauphins Toulouse OEC Solenne Figuès Magali Monchaux Laetitia Choux Coralie Balmy                    | 3 min 48 s 99     | CS Clichy 92 Alena Popchanka Anne-Françoise Glatre Johanna Martinez-Gabet Ludivine Chouipe | 3 min 51 s 58  | Dauphins Créteil Célia Berdix Béatrice Davot Flore Tairraz Valérie Guillou   | 3 min 56 s 00 |
| 4 × 200 m nage libre | Dauphins Toulouse OEC Laetitia Choux Coralie Balmy Julie Perez Solenne Figuès                        | 8 min 23 s 84     | EN Tours Alicia Bozon Emmanuelle Bescheron Clara Bozon Céline Page                         | 8 min 25 s 27  | CN Chalon-sur-Saône Béatrice Caslaru Dorine Roubi Cindy Tranchand Sarah Bey  | 8 min 34 s 13 |
| 4 × 100 m 4 nages    | CS Clichy 92 Anne-Françoise Glatre Anne-Sophie Le Paranthoën Johanna Martinez-Gabet Ludivine Chouipe | 4 min 15 s 40     | Dauphins Toulouse OEC Magali Monchaux Fanny Massanet Angéla Tavernier Solenne Figuès       | 4 min 16 s 02  | CN Melun-Dammarie Laure Manaudou Nadège Cliton Diane Bui Duyet Davina Mourer | 4 min 16 s 51 |

Notes
1. ↑  devancé par l'Algérien Salim Iles en 22 s 55
2. ↑  devancé par le Néerlandais Pieter van den Hoogenband en 22 s 70
3. ↑   devancé par le Néerlandais Pieter van den Hoogenband en 48 s 96 et par l'Algérien Salim Iles en 49 s 20
4. ↑   devancé par le Néerlandais Pieter van den Hoogenband en 1 min 47 s 46 et par le Danois Jacob Carstensen en 1 min 50 s 10
5. ↑  devancé par le Tunisien Oussama Mellouli (CS Clichy 92) en 3 min 52 s 34
6. ↑  devancé par le Roumain Dragos Coman en 3 min 53 s 13
7. ↑  devancé par le Roumain Dragos Coman en 8 min 01 s 46
8. ↑   devancé par le Roumain Dragos Coman en 15 min 35 s 87 et par le Biélorusse Dmitry Koptur en 15 min 36 s 68
9. ↑  devancé par l'Espagnol David Ortega (Mulhouse ON) en 26 s 40
10. ↑  devancé par le Roumain Razvan Florea en 26 s 50
11. ↑  devancé par le Roumain Razvan Florea en 56 s 36 et par le Néerlandais Klaas-Erik Zwering en 56 s 64
12. ↑  devancé par le Roumain Razvan Florea en 1 min 58 s 82
13. ↑  devancé par le Néerlandais Klaas-Erik Zwering en 2 min 01 s 08
14. ↑  devancé par le Sénégalais Malik Fall (Racing club de France) en 29 s 03
15. ↑  devancé par le Néerlandais Thijs van Valkengoed en 1 min 02 s 28
16. ↑  devancé par le Néerlandais Joris Keizer en 24 s 40
17. ↑  devancé par le Néerlandais Ewout Holst en 24 s 92
18. ↑  devancé par le Biélorusse Pavel Lagoun en 53 s 31
19. ↑  devancé par le Néerlandais Joris Keizer en 54 s 08
20. ↑  devancé par le Britannique James Hickman en 1 min 59 s 05
21. ↑  devancé par le Tunisien Oussama Mellouli (CS Clichy 92) en 2 min 02 s 90 et par le Roumain Cézar Badita en 2 min 03 s 01
22. ↑  devancé par le Tunisien Oussama Mellouli (CS Clichy 92) en 4 min 17 s 03 et par le Roumain Cézar Badita en 4 min 22 s 32
23. ↑  devancée par les Biélorusses Aliaksandra Herasimenia en 25 s 37 et Sviatlana Khakhlova en 25 s 68
24. ↑  devancée par les Biélorusses  Alena Popchanka (CS Clichy 92) en 55 s 94 et Hanna Lorgeril-Scherba (CS Clichy 92) en 55 s 99
25. ↑  devancée par la Biélorusse Alena Popchanka (CS Clichy 92) en 1 min 59 s 12 et la Roumaine Camelia Potec en 1 min 59 s 33
26. ↑  devancée par la Roumaine Simona Paduraru en 4 min 09 s 86
27. ↑  devancée par la Roumaine Camelia Potec en 4 min 11 s 91
28. ↑  devancée par les Roumaines Simona Paduraru en 8 min 43 s 79 et Camelia Potec en 8 min 48 s 61
29. ↑  devancée par la Roumaine Simona Paduraru en 16 min 29 s 32
30. ↑  devancée par la Danoise Louise Ørnstedt en 28 s 88 et la Biélorusse Aliaksandra Herasimenia en 29 s 10
31. ↑  29 s 02 en demi-finale, record de France
32. ↑  devancée par la Danoise Louise Ørnstedt en 1 min 01 s 20
33. ↑  devancée par la Danoise Louise Ørnstedt en 2 min 11 s 54
34. ↑  devancée par la Danoise Majken Thorup en 32 s 56
35. ↑  devancée par la Danoise Majken Thorup en 1 min 10 s 99
36. ↑  devancée par la Roumaine Béatrice Caslaru (CN Chalon-sur-Saône) en 2 min 30 s 28
37. ↑  devancée par la Néerlandaise Chantal Groot en 27 s 16 et par la Biélorusse Alena Popchanka (CS Clichy 92) en 27 s 19
38. ↑  devancée par la Biélorusse Alena Popchanka (CS Clichy 92) en 58 s 81 et par la Néerlandaise Chantal Groot en 1 min 00 s 39
39. ↑  devancée par la Roumaine Béatrice Caslaru (CN Chalon-sur-Saône) en 2 min 16 s 67 et par la Danoise Julie Hjorth Hansen en 2 min 17 s 40
40. ↑  devancée par la Roumaine Béatrice Caslaru (CN Chalon-sur-Saône) en 4 min 44 s 53
41. ↑  devancée par la Danoise Julie Hjorth Hansen en 4 min 52 s 55
42. ↑  devancée par une équipe composée des Danoises Eva Zachariassen, Charlotte Johannsen, Louise Mai Jansen, Julie Hjorth Hansen en 8 min 18 s 91